# TTV Tempo-Team
TTV Tempo-Team is een tafeltennisvereniging uit Amsterdam die in 1938 werd opgericht onder de naam 'Spel en Vriendschap'. De club domineerde het Nederlandse tafeltennis in de jaren 70, toen het mannenteam van 1973 tot en met 1981 ieder jaar algeheel kampioen van de eredivisie werd en het vrouwenteam in 1973, 1975, 1977, 1978 en 1979. De mannen behaalden in 1990 en 1991 nog twee Nederlandse titels.

## Historie
Spel en Vriendschap lag een paar jaar na de oprichting een tijd stil wegens de Tweede Wereldoorlog. Na de heroprichting sloot het zich aan bij de NTTB. Toen de accommodatie te klein werd, sloten de Amsterdammers zich aan bij sportvereniging Wilskracht/SNL, waarbij ook de tafeltennissers die naam overnamen.
Behalve Wilskracht/SNL timmerde er in Amsterdam een club genaamd Smash aan de weg. Een fusie volgde in 1965, waardoor SNL Smash ontstond. Wanneer de club een paar jaar later voor het eerst een sponsor krijgt, wordt de naam Hunter 25, naar de geldschieter. De meest recente naamswijziging volgt in 1970, wanneer de naam Tempo-Team wordt aangenomen. Het gelijknamige uitzendbureau is vanaf dat moment meer dan twintig jaar hoofdsponsor, tot begin jaren 90. Nadat het sponsorschap eindigt, blijft de naam behouden.

## Erelijst
- ETTU Cup vrouwen 1992
- Algeheel landskampioen mannen 1973, 1974, 1975, 1976, 1977, 1978, 1979, 1980, 1981, 1990, 1991
- Algeheel landskampioen vrouwen 1973, 1975, 1977, 1978, 1979
- Nationale beker mannen 1980
- Nationale beker vrouwen 1985

## Selectiespelers
Onder meer de volgende spelers speelden minimaal één wedstrijd voor Tempo-Team in de eredivisie:
Mannenteams:
| - Sky Andrew - Frank Boute - Carel Deken - Marco van Elferen - Ilias Faraj - Han Gootzen - Bart van Haren - Danny Heister (11x NK) - Bert van der Helm (12x NK) | - René Hijne - Marcel Hoevers - Herman Hopman - Elwin Huiden - Rob Koghee - Nicky Mason - Casper Mol - Dror Polak - Fjodor Rademaker | - Maurice Schulte - John Scott - Nico van Slobbe (3x NK) - Mark Smith - Trevor Taylor - Yana Timina - John Uyleman - Bettine Vriesekoop (14x NK) - Chris Walbrecht - Sander Jarigsma |

Vrouwenteams:
| - Mieke Arntz - Katja Buijs - Ellen van der Helm - Sonja Heltzel (3x NK) - Heleen Hop | - Ellen Klatt (2x NK) - Hanny de Koning - Conny van Moorst - Esther Tossijn | - Babette van Veen - Wendy van Veen - Marjan van der Vliet - Ine Willems - Els Zwaan |

- NK = Nederlands Kampioen enkelspel